# Onthophagus halffteri
Onthophagus halffteri är en skalbaggsart som beskrevs av Mario Zunino 1981. Onthophagus halffteri ingår i släktet Onthophagus och familjen bladhorningar. Inga underarter finns listade i Catalogue of Life.